# Katherine MacGregor
Katherine MacGregor, Scottie/Scotty MacGregor, urodzona 12 stycznia 1925 w Glendale, zm. 13 listopada 2018 w Woodland Hills) – amerykańska aktorka telewizyjna.
Zadebiutowała w roku 1954, niewielką rolą w filmie On the Waterfront. W kolejnych kilkudziesięciu latach wystąpiła w kilkunastu innych produkcjach, z których największą i najbardziej znaczącą okazała się pamiętna rola pani Oleson z serialu Domek na prerii, w którą wcielała się przez dziesięć kolejnych lat, od 1974 począwszy. W międzyczasie występowała również w przedstawieniach broadwayowskich i off-broadwayowskich.
Po zakończeniu pracy na planie serialu, całkowicie zrezygnowała z występów w telewizji na rzecz lokalnego teatru. Obecnie, publicznie pojawia się sporadycznie, głównie w programach i spotkaniach związanych z jej udziałem w Domku.
W latach 50. jej mężem był aktor Bert Remsen. Mieszkała w niedalekim sąsiedztwie swojej serialowej córki; Alison Arngrim.